# Esk (dopływ Firth of Forth)
Esk (ang. River Esk) – rzeka w południowo-wschodniej Szkocji, na terenie hrabstw Midlothian i East Lothian, dopływ zatoki Firth of Forth (Morze Północne).
Rzeka powstaje z połączenia dwóch rzek źródłowych – North Esk (źródło w paśmie Pentland Hills) i South Esk (źródło w Moorfoot Hills), które zbiegają się około 1,5 km na północ od miasta Dalkeith, na wysokości 15-20 m n.p.m. Rzeka płynie w kierunku północnym i uchodzi do morza po krótkim, kilkukilometrowym biegu. Nad rzeką położone są miejscowości Whitecraig i Inveresk, nad ujściem – miasto Musselburgh.